# Jean Bollack
Jean Bollack (Strasburgo, 15 marzo 1923 – Parigi, 4 dicembre 2012) è stato un filosofo, filologo, storico della filosofia e critico francese.
Allievo di Pierre Chantraine, è il fondatore del "Centre de recherche philologique" a Lille.

## Opere
- Empédocle 1 : introduction à l'ancienne physique, Paris, Minuit, coll. "Le sens commun", 1965,  Gallimard.
- Empédocle 2 : «Les Origines», Paris, Minuit, coll. "Le sens commun", 1969.
- Empédocle 3 : «Les Origines», Paris, Minuit, coll. "Le sens commun", 1969.
- éraclite ou la séparation, in collaboraz.  con Heinz Wismann, Paris, Minuit, coll. "Le sens commun", 1972.
- La Pensée du plaisir. Epicure : textes moraux, commentaire, Paris, Minuit, 1975.
- La Grèce de personne : les mots sous le mythe, Paris, Seuil, coll. "L'ordre philosophique", 1997.
- Euripide, Iphigénie à Aulis, trad. in collaboraz.  con Mayotte Bollack, Paris, Minuit, 1990.
- Pierre de cœur, (Un poème inédit de Paul Celan), Pierre Fanlac Éditeur, 1991.
- Euripide, Andromaque, trad. in collaboraz.  con Mayotte Bollack, Paris, Minuit, 1994.
- La naissance d'Œdipe, (traduz. e commenti di Edipo Re), Gallimard, 1995.
- Euripide, Hélène, trad. en coll. avec Mayotte Bollack, Paris, Minuit, 1997.
- Sophocle, Antigone, trad. en coll. avec Mayotte Bollack, Paris, Minuit, 1999.
- Sens contre sens. Comment lit-on? Intervista con Patrick Llored. La Passe du vent, 2000.
- Poésie contre poésie (Celan et la littérature), PUF, "Perspectives germaniques", 2001.
- Piedra de corazón. Un poema póstumo de Paul Celan, con Arnau Pons. Madrid, Arena Libros, 2002.
- L'écrit. Une poétique dans l'œuvre de Celan, PUF, "Perspectives germaniques", 2003.
- Euripide, Les Bacchantes, trad. en coll. avec Mayotte Bollack, Paris, Minuit, 2004.
- Poesía contra poesía. Celan y la literatura, con Arnau Pons. Madrid. Trotta, 2005.